# ZFP41
ZFP41 (англ. ZFP41 zinc finger protein) – білок, який кодується однойменним геном, розташованим у людей на короткому плечі 8-ї хромосоми. Довжина поліпептидного ланцюга білка становить 198 амінокислот, а молекулярна маса — 22 806.
| 10         |  | 20         |  | 30         |  | 40         |  | 50         |
| ---------- |  | ---------- |  | ---------- |  | ---------- |  | ---------- |
| MEKPAGRKKK |  | TPTPREEADV |  | QKSALREEKV |  | SGDRKPPERP |  | TVPRKPRTEP |
| CLSPEDEEHV |  | FDAFDASFKD |  | DFEGVPVFIP |  | FQRKKPYECS |  | ECGRIFKHKT |
| DHIRHQRVHT |  | GEKPFKCAQC |  | GKAFRHSSDV |  | TKHQRTHTGE |  | KPFKCGECGK |
| AFNCGSNLLK |  | HQKTHTGEKP |  | YECTHCGKAF |  | AYSSCLIRHQ |  | KRHPRKKP   |

A: Аланін

C: Цистеїн

D: Аспарагінова кислота

E: Глутамінова кислота

F: Фенілаланін

G: Гліцин

H: Гістидин

I: Ізолейцин

K: Лізин

L: Лейцин

M: Метіонін

N: Аспарагін

P: Пролін

Q: Глутамін

R: Аргінін

S: Серин

T: Треонін

V: Валін

Кодований геном білок за функцією належить до білків розвитку. 
Задіяний у таких біологічних процесах, як транскрипція, регуляція транскрипції, диференціація клітин, сперматогенез. 
Білок має сайт для зв'язування з іонами металів, іоном цинку, ДНК. 
Локалізований у ядрі.